# مذبحة الأبرياء (بوسان)
مذبحة الأبرياء هي لوحة زيتية للرسام الفرنسي نيكولا بوسان تصور مذبحة الأبرياء التي قام بها هيرودس الأول. اللوحة حالياً ضمن مقتنيات متحف كونديه في فرنسا.